# Hygrophorus agathosmus
A Hygrophorus agathosmus é uma espécie de fungo da família  Hygrophoraceae. Foi descrita pela primeira vez por Elias Magnus Fries em 1815; Fries lhe deu seu nome atual em 1838. É uma espécie muito difundida, distribuída nos Estados Unidos, na Europa, na África e na Índia, e pode ser encontrada crescendo sob espruces e pinheiros em florestas mistas. Os basidiomas são caracterizados por um píleo acinzentado claro que mede até 8 cm de diâmetro, lamelas cerosas, um estipe seco e o odor distinto de amêndoas amargas. Um cogumelo comestível, mas de sabor suave. Os extratos dos basidiomas demonstraram em testes de laboratório ter atividade antimicrobiana contra várias bactérias patogênicas para os seres humanos.

## Taxonomia
A espécie foi originalmente denominada Agaricus agathosmus pelo micologista sueco Elias Fries em 1815; mais tarde, ele a transferiu para o gênero Hygrophorus em 1838. Nesse ínterim, o naturalista inglês Miles Joseph Berkeley denominou a espécie Agaricus cerasinus em 1836, embora ele também tenha transferido a espécie para Hygrophorus em 1860. Em 1948, Richard Dennis examinou o holótipo e concluiu que os dois nomes se referiam à mesma espécie. Sinônimos históricos adicionais incluem Limacium pustulatum var. agathosmum (Kummer, 1871), e Limacium agathosmum (Wünsch, 1877).
Em sua monografia de 1963 sobre as Hygrophorus da América do Norte, os micologistas americanos Lexemuel Ray Hesler e Alexander H. Smith classificaram a H. agathosmus na subseção Camarophylli, um agrupamento de espécies relacionadas caracterizadas por um estipe seco e pela ausência de um véu externo gelatinoso.
O epíteto específico agathosmus é derivado da palavra grega agathos que significa "bom" e osme, que significa "cheiro". A Hygrophorus agathosmus é comumente conhecida na língua inglesa como a "amêndoa cinza de píleo ceroso" (gray almond waxy cap), ou a "amêndoa de madeira cerosa" (almond woodwax).

## Descrição

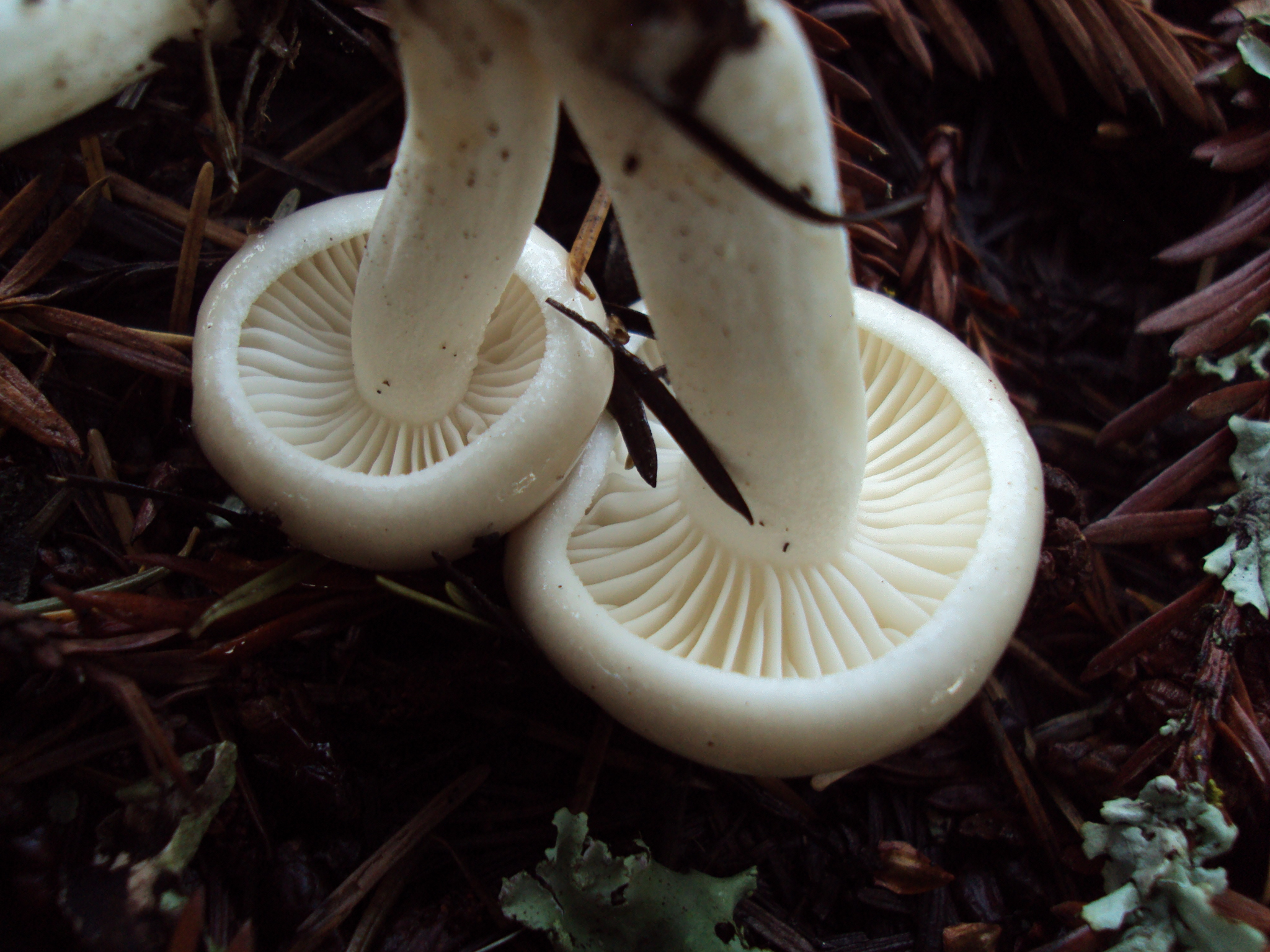
A margem do píleo dos cogumelos novos é enrolada para dentro.

O píleo tem de 3 a 10 cm de diâmetro e é inicialmente convexo com as bordas enroladas para dentro. À medida que envelhece e o píleo se expande, ele se torna plano, as vezes com o centro ligeiramente deprimido ou com uma pequena elevação central. A cor é cinza opaco e, quando úmida, a superfície do píleo é viscosa ou pegajosa ao toque. A superfície é lisa, embora as bordas possam ter uma camada de fibrilas minúsculas e macias. A carne é macia e esbranquiçada ou cinza. A Hygrophorus agathosmus tem um odor perfumado pronunciado que lembra caroços de cereja ou amêndoas amargas (ocasionalmente o odor é fraco).

As lamelas têm uma fixação adnata ao estipe, mas na maturidade se torna adnata-decorrente, o que significa que as lamelas começam a se estender pelo comprimento do estipe. As lamelas são brancas, mas se tornam acinzentadas na maturidade, são próximas ou distantes (40 a 50 alcançam o estipe), moderadamente estreitas e muito finas. O estipe tem de 4 a 15 cm de comprimento por 0,6 a 2 cm de espessura, é esbranquiçado no início e com uma coloração cinza-clara na maturidade; tem a mesma espessura em toda a extensão ou é um pouco mais estreito em direção à base. É sólido, seco ou úmido, mas não apresenta véu universal. Quando nova, a superfície do estipe é uniformemente coberta por pequenas fibrilas e um pó fino esbranquiçado; com o tempo, ela perde as fibrilas e o pó e se torna lisa.

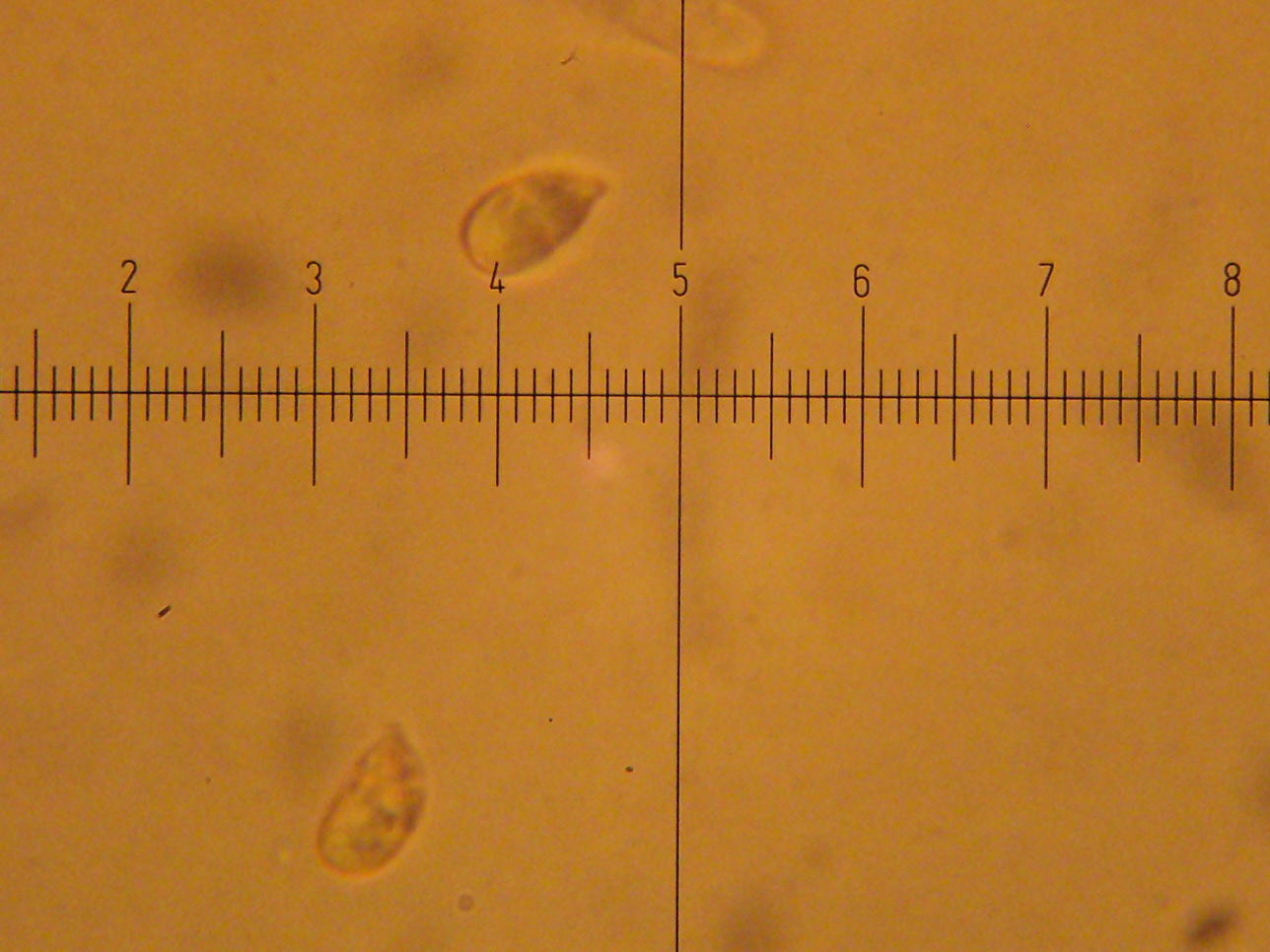
Esporos com ampliação de 1000x. Cada divisão menor equivale a 1 μm.

### Características microscópicas
A esporada é branca. Quando vistos com um microscópio de luz, os esporos têm 8 a 10,5 por 4,5 a 5,5 μm, são elipsoides, lisos e amarelados no reagente de Melzer. As células portadoras de esporos, os basídios, têm quatro esporos e medem 48 a 65 μm de comprimento por 6 a 8 μm de espessura. Os pleurocistídios e queilocistídios (cistídios encontrados nas faces e bordas das lamelas, respectivamente) estão ausentes nessa espécie. A pileipellis (cutícula do píleo) é feita de uma zona gelatinosa ampla (175-350 μm), composta de hifas delgadas (1,5 a 4 μm), frouxamente entrelaçadas; as hifas da superfície são marrom-acinzentado escuro. Esse arranjo de hifas é chamado de ixocútis, no qual as paredes das hifas incham e gelatinizam, dando uma translucidez à camada que se destaca em contraste com a carne subjacente. A camada de hifas gelatinosa é tenaz e pode ser removida do píleo como uma película. Embora as fíbulas sejam encontradas nas hifas que compõem a carne da lamela, nenhuma é encontrada na carne do píleo nem na pileipellis.

### Comestibilidade e atividade antimicrobiana

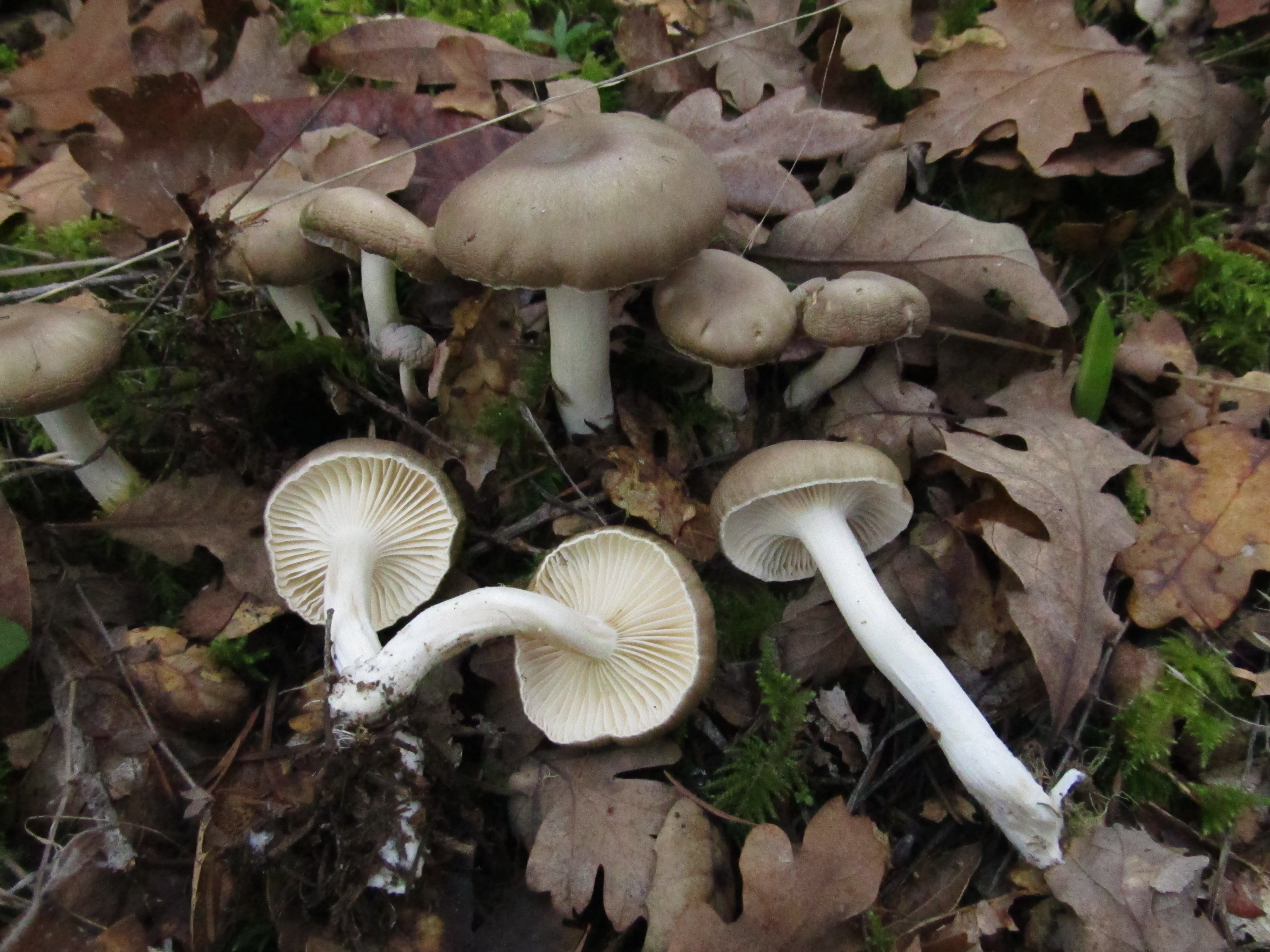
Os píleos se achatam à medida que amadurecem e podem desenvolver uma depressão ou uma pequena elevação central.

A Hygrophorus agathosmus é comestível, mas considerada insípida. Um estudo sobre a capacidade antioxidante do cogumelo mostrou que ele é composto de pelo menos cinco ácidos orgânicos: oxálico, cítrico, málico, quínico e fumárico. Em um teste de laboratório padrão para determinar a atividade antimicrobiana, a H. agathosmus demonstrou inibir o crescimento de várias bactérias patogênicas, inclusive Escherichia coli, Enterobacter aerogenes, Salmonella typhimurium, Pseudomonas aeruginosa, Staphylococcus aureus, Staphylococcus epidermidis e Bacillus subtilis; também inibe o crescimento das leveduras Candida albicans e Saccharomyces cerevisiae.

### Espécies semelhantes
A Hygrophorus pustulatus se assemelha à H. agathosmus e tem um odor de amêndoa semelhante. Entretanto, os basidiomas da H. pustulatus são menores e ela produz esporos maiores (11-14 μm de comprimento). A Hygrophorus occidentalis, que cresce sob coníferas ou carvalhos, tem um estipe pegajoso e um odor de amêndoa menos pronunciado. A Hygrophorus marzuolus também é semelhante em aparência, mas não tem um odor característico e tem esporos menores do que a H. agathamosus. A Hygrophorus odoratus é semelhante, porém um pouco menor, e tem o mesmo odor.

## Habitat e distribuição
A Hygrophorus agathosmus é um fungo ectomicorrízico e tem sido isolado, cultivado e mantido como culturas puras de inóculos fúngicos vegetativos para micorrização artificial de mudas em viveiros florestais. Os cogumelos são encontrados espalhados sob espruces e pinheiros e em florestas mistas nos Estados Unidos. O fungo também é encontrado na Europa (República Tcheca, Polônia, Rússia, Turquia, e Reino Unido), África e Índia.

## Links externos
- Hygrophorus agathosmus em Index Fungorum
- Imagens em Mushroom Observer